# Te Araroa
Te Araroa (Maori voor lange route) is een plaats in Nieuw-Zeeland, die gelegen is op het Noordereiland, nabij Gisborne. 
Een wandelroute in Nieuw-Zeeland heet de Te Araroa Trail en loopt van Cape Reinga in het uiterste noorden naar Bluff in het uiterste zuiden.
De mythologische figuren Tuwhakairiora en Paikea zouden in Te Araroa gewoond hebben.

## Geboren
- 1874 - Āpirana Ngata, Nieuw-Zeelands politicus en advocaat (overleden 1950)